# Africa Movie Academy Award du meilleur court métrage
Africa Movie Academy Award du meilleur court métrage, officiellement connu sous le nom de Prix Efere Ozako du meilleur court métrage, est un mérite annuel décerné par l'Africa Film Academy pour récompenser les meilleurs courts métrages de l'année.
Il a été présenté lors de la 4e cérémonie des Africa Movie Academy Awards, mais aucun film n'a été récompensé car le jury, jugeant aucun des nommés digne de ce prix. Aucun film soumis n'a été nommé pour le prix en 2009.
Lors de la 10e cérémonie des Africa Movie Academy Awards, la catégorie de prix a été renommée pour honorer la mémoire du célèbre avocat spécialisé dans le divertissement Efere Ozako.
| Meilleur documentaire sur la diaspora | Meilleur documentaire sur la diaspora | Meilleur documentaire sur la diaspora | Meilleur documentaire sur la diaspora | Meilleur documentaire sur la diaspora |
| Année                                 | Film                                  | Récipiendaire                         | Resultat                              |                                       |
| ------------------------------------- | ------------------------------------- | ------------------------------------- | ------------------------------------- | ------------------------------------- |
| 2010                                  | The Abyss Boys                        |                                       | Lauréat                               |                                       |
| 2010                                  | Mahala                                |                                       | Nomination                            |                                       |
| 2010                                  | The Painter                           |                                       | Nomination                            |                                       |
| 2010                                  | Suara La                              |                                       | Nomination                            |                                       |
| 2011                                  | Dina                                  | Mickey Fonseca                        | Lauréat                               |                                       |
| 2011                                  | Bougfen                               | Petra Baninla Sunjo                   | Nomination                            |                                       |
| 2011                                  | Weakness                              | Wanjiru Kairu                         | Nomination                            |                                       |
| 2011                                  | No Jersey No Match                    | Daniel Ademinokan                     | Nomination                            |                                       |
| 2011                                  | Duty                                  | Mak Kusare                            | Nomination                            |                                       |
| 2011                                  | Bonlambo                              | Zwe Lesizwe Ntuli                     | Nomination                            |                                       |
| 2011                                  | Zebu And The Photofish                | Zipporah Nyarori                      | Nomination                            |                                       |
| 2011                                  | Allahkabo                             | Bouna Cherif Fofana                   | Nomination                            |                                       |
| 2012                                  | Braids on a Bald Head                 | Ishaya Bako                           | Lauréat                               |                                       |
| 2012                                  | Jamaa                                 |                                       | Nomination                            |                                       |
| 2012                                  | Look Again                            |                                       | Nomination                            |                                       |
| 2012                                  | Maffe Tiga                            |                                       | Nomination                            |                                       |
| 2012                                  | Hidden Life                           |                                       | Nomination                            |                                       |
| 2012                                  | Mwansa The Great                      |                                       | Nomination                            |                                       |
| 2012                                  | Chumo                                 | Jordan Riber                          | Nomination                            |                                       |
| 2012                                  | The Young Smoker                      | Tope Oshin                            | Nomination                            |                                       |
| 2013                                  | Kwaku Ananse                          |                                       | Lauréat                               |                                       |
| 2013                                  | Dead River                            |                                       | Nomination                            |                                       |
| 2013                                  | Elegy For A Revolutionary             |                                       | Nomination                            |                                       |
| 2013                                  | Yellow Fever                          |                                       | Nomination                            |                                       |
| 2013                                  | Nhamo                                 |                                       | Nomination                            |                                       |
| 2013                                  | Big Daddy                             |                                       | Nomination                            |                                       |
| 2013                                  | Release                               |                                       | Nomination                            |                                       |
| 2013                                  | Burnt Forest                          |                                       | Nomination                            |                                       |
| 2014                                  | Dialemi                               |                                       | Lauréat                               |                                       |
| 2014                                  | Haunted Soul                          |                                       | Nomination                            |                                       |
| 2014                                  | Siriya Mtungi                         |                                       | Nomination                            |                                       |
| 2014                                  | New Horizon                           | Tope Oshin                            | Nomination                            |                                       |
| 2014                                  | Nandy l’orpheline                     |                                       | Nomination                            |                                       |
| 2014                                  | Living Funeral                        |                                       | Nomination                            |                                       |
| 2014                                  | Phindile’s Heart                      |                                       | Nomination                            |                                       |
| 2015                                  | Twaaga                                |                                       | Lauréat                               |                                       |
| 2015                                  | Stories of Our Lives                  |                                       | Nomination                            |                                       |
| 2015                                  | Aisha’s Story                         |                                       | Nomination                            |                                       |
| 2015                                  | Gulped of the Blue Sea                |                                       | Nomination                            |                                       |
| 2015                                  | Memoir of a Honest Voice              |                                       | Nomination                            |                                       |
| 2016                                  | Meet The Parents                      |                                       | Lauréat                               |                                       |
| 2016                                  | Encounter                             |                                       | Nomination                            |                                       |
| 2016                                  | Le Chemin                             |                                       | Nomination                            |                                       |
| 2016                                  | Blood Taxi                            |                                       | Nomination                            |                                       |
| 2016                                  | Nourah The Holy Light                 |                                       | Nomination                            |                                       |
| 2016                                  | Ireti                                 |                                       | Nomination                            |                                       |
| 2016                                  | Life of Nigerian couple               |                                       | Nomination                            |                                       |
| 2017                                  | A Place for Myself – co-winner        |                                       | Lauréat                               |                                       |
| 2017                                  | A Place in the Plane – co-winner      |                                       | Lauréat                               |                                       |
| 2017                                  | Bout                                  |                                       | Nomination                            |                                       |
| 2017                                  | On Monday Last Week                   |                                       | Nomination                            |                                       |
| 2017                                  | Silence                               |                                       | Nomination                            |                                       |
| 2017                                  | Kieza                                 |                                       | Nomination                            |                                       |
| 2017                                  | Yemoja: Rise of the Orisa             |                                       | Nomination                            |                                       |
| 2017                                  | Marabout                              |                                       | Nomination                            |                                       |
| 2018                                  | Tikitat Soulima                       |                                       | Lauréat                               |                                       |
| 2018                                  | Dem Dem                               |                                       | Nomination                            |                                       |
| 2018                                  | Zenith                                |                                       | Nomination                            |                                       |
| 2018                                  | It Rains on Ouga                      |                                       | Nomination                            |                                       |
| 2018                                  | In Shadows                            |                                       | Nomination                            |                                       |
| 2018                                  | Coat of Harm                          |                                       | Nomination                            |                                       |
| 2018                                  | Nice, Very Nice                       |                                       | Nomination                            |                                       |
| 2018                                  | Visions (Shaitan, Buruja, Brood)      |                                       | Nomination                            |                                       |
| 2018                                  | Fallou                                |                                       | Nomination                            |                                       |
| 2018                                  | Still Water Runs Deep                 |                                       | Nomination                            |                                       |
| 2019                                  | A Tune of Kora                        |                                       | Lauréat                               |                                       |
| 2019                                  | The Fisherman                         |                                       | Nomination                            |                                       |
| 2019                                  | ICYASHA                               |                                       | Nomination                            |                                       |
| 2019                                  | Mma Moeketsi                          |                                       | Nomination                            |                                       |
| 2019                                  | NAMOW2018                             |                                       | Nomination                            |                                       |
| 2019                                  | Vagabond                              |                                       | Nomination                            |                                       |
| 2019                                  | Measure of a Woman                    |                                       | Nomination                            |                                       |
| 2019                                  | Motswakwa                             |                                       | Nomination                            |                                       |
| 2019                                  | Tonight’s Opening Act                 |                                       | Nomination                            |                                       |
| 2019                                  | Hello Rain                            |                                       | Nomination                            |                                       |
| 2020                                  | The Letter Reader                     |                                       | Lauréat                               |                                       |
| 2020                                  | Baxu & the Giant                      |                                       | Nomination                            |                                       |
| 2020                                  | Songs About My Mother                 |                                       | Nomination                            |                                       |
| 2020                                  | Idi Amin’s Boat                       |                                       | Nomination                            |                                       |
| 2020                                  | Yahoo                                 |                                       | Nomination                            |                                       |
| 2020                                  | SEMA (Speak Out)                      |                                       | Nomination                            |                                       |
| 2020                                  | A Canvas for a Visa                   |                                       | Nomination                            |                                       |
| 2020                                  | After the War                         |                                       | Nomination                            |                                       |
| 2021                                  | Meat                                  |                                       | Lauréat                               |                                       |
| 2021                                  | Enroute                               |                                       | Nomination                            |                                       |
| 2021                                  | A Better Friend                       |                                       | Nomination                            |                                       |
| 2021                                  | Find Me By The River                  |                                       | Nomination                            |                                       |
| 2021                                  | In Extremis                           |                                       | Nomination                            |                                       |
| 2021                                  | Portrait of Princess Tutu             |                                       | Nomination                            |                                       |
| 2021                                  | The Long Night In Abuja               |                                       | Nomination                            |                                       |